# Jugoslawische Eishockeyliga 1992/93
Die Saison 1992/93 war die zweite Spielzeit der Eishockeyliga der BR Jugoslawien, der höchsten jugoslawischen Eishockeyspielklasse. Meister wurde zum insgesamt zweiten Mal in der Vereinsgeschichte der HK Roter Stern Belgrad.

## Modus
In der Hauptrunde absolvierte jede der vier Mannschaften insgesamt 18 Spiele. Der Erstplatzierte der Hauptrunde wurde Meister. Für einen Sieg erhielt jede Mannschaft zwei Punkte, bei einem Unentschieden gab es einen Punkt und bei einer Niederlage null Punkte.

## Hauptrunde

### Tabelle
|    | Klub                   | Sp | S  | U | N | T   | GT  | Punkte |
| -- | ---------------------- | -- | -- | - | - | --- | --- | ------ |
| 1. | HK Roter Stern Belgrad | 18 | 12 | 1 | 5 | 126 | 84  | 25     |
| 2. | HK Spartak Subotica    | 18 | 8  | 2 | 8 | 81  | 101 | 18     |
| 3. | HK Vojvodina Novi Sad  | 15 | 7  | 0 | 8 | 69  | 87  | 14     |
| 4. | HK Partizan Belgrad    | 15 | 6  | 1 | 8 | 73  | 78  | 13     |

Sp = Spiele, S = Siege, U = Unentschieden, N = Niederlagen